# (2623) Zech
(2623) Zech (A919 SA; 1963 RE) ist ein Asteroid des inneren Hauptgürtels, der am 22. September 1919 vom deutschen (damals: Weimarer Republik) Astronomen Karl Wilhelm Reinmuth an der Landessternwarte Heidelberg-Königstuhl auf dem Westgipfel des Königstuhls bei Heidelberg (IAU-Code 024) entdeckt wurde.

## Benennung
(2623) Zech wurde nach dem deutschen Astronomen Gert Zech (* 1941) benannt, der am Astronomischen Rechen-Institut in Heidelberg tätig und Autor der Astronomy and Astrophysics Abstracts war. Die Benennung wurde vom deutschen Astronomen Lutz D. Schmadel vorgeschlagen und vom deutschen Amateurastronomen Otto Kippes befürwortet.